# Хлоргексидин
Хлоргексиди́н — лекарственный препарат, антисептик, в готовых лекарственных формах используется в виде биглюконата (Chlorhexidini bigluconas). Хлоргексидин успешно применяется в качестве наружного антисептика и дезинфицирующего средства уже более 60 лет.
Эффективен в отношении грамположительных и грамотрицательных бактерий (Treponema spp., Neisseria gonorrhoeoae, Ureaplasma spp., Bacteroides fragilis, Chlamydia spp.), простейших (Trichomonas vaginalis), вирусов и грибков. На споры бактерий действует только при повышенной[какой?] температуре. Стабилен, после обработки кожи сохраняется на ней в некотором количестве, достаточном для проявления бактерицидного эффекта.

## История
Впервые хлоргексидин был синтезирован в 1947 году при разработке противомалярийных средств. Первым выпущенным на рынок веществом был хлоргексидина глюконат, выпущенный в 1954 году Imperial Chemical Industries под торговой маркой «Гибитан», как средство для обработки кожи и раневых поверхностей. К 1957 году показания препарата были расширены, и он стал применяться в офтальмологии, урологии, гинекологии и оториноларингологии. В 1959 году препарат стал использоваться для контроля бактериального налёта в стоматологии.
За всё время коммерческого использования и научных исследований хлоргексидина ни одно из них не смогло убедительно доказать возможность образования хлоргексидин-резистентных микроорганизмов. Однако, по последним исследованиям, использование хлоргексидина может вызывать у бактерий устойчивость к антибиотикам (в частности устойчивость Klebsiella pneumoniae по отношению к Колистину).

## Фармакологические свойства
В химическом отношении является дихлорсодержащим производным бигуанида. По структуре весьма близок к бигумалю. Механизм действия хлоргексидина заключается во взаимодействии с фосфатными группами на поверхности клетки, вследствие чего возникает смещение осмотического равновесия, нарушение целостности клетки и её гибель.
Хлоргексидин — антисептический препарат, обладает антимикробной активностью в отношении грамотрицательных и грамположительных бактерий (Treponema spp., Neisseia gonorrhoeae, Tricyomonas spp., Chlamidia spp.), возбудителей внутрибольничных инфекций и туберкулеза, инфекций вирусной этиологии (вирусы гепатита, ВИЧ, герпес, ротавирусные гастроэнтериты, энтеровирусные инфекции, грипп и другие респираторно-вирусные инфекции), дрожжеподобных грибов рода Candida, дерматофитов.
Препарат сохраняет активность в присутствии крови, гноя, хотя несколько сниженную. К хлоргексидину слабочувствительны некоторые штаммы Pseudomonas spp., Proteus spp., устойчивы — кислотоустойчивые формы бактерий. На споры грибков хлоргексидин действует только при повышенной температуре.
Применяют для обработки операционного поля и рук хирурга, дезинфекции хирургического инструментария, а также при гнойно-септических процессах (промывание операционных ран, мочевого пузыря и др.) и для профилактики венерических болезней (сифилис, гонорея, трихомоноз). Субстанция хлоргексидина биглюконата выпускается в виде 20%-го водного раствора. Готовое к применению лекарственное средство представляет собой менее концентрированный водный или водно-спиртовой раствор. Так, для обработки операционного поля разводят 20%-й раствор 70%-м этиловым спиртом в соотношении 1:40. Полученным 0,5%-м водно-спиртовым раствором хлоргексидина биглюконата обрабатывают операционное поле 2 раза с интервалом 2 мин. Для быстрой стерилизации инструментов применяют тот же раствор в течение 5 мин. Для дезинфекции ран, ожогов используют 0,5%-й водный раствор; для дезинфекции рук — 0,5%-й спиртовой раствор или 1%-й водный раствор. При использовании препарата для обработки рук хирурга возможны преходящие сухость и зуд кожи, дерматиты; возможна также липкость кожи рук в течение 3—5 мин.

## Формы выпуска
Суппозитории вагинальные

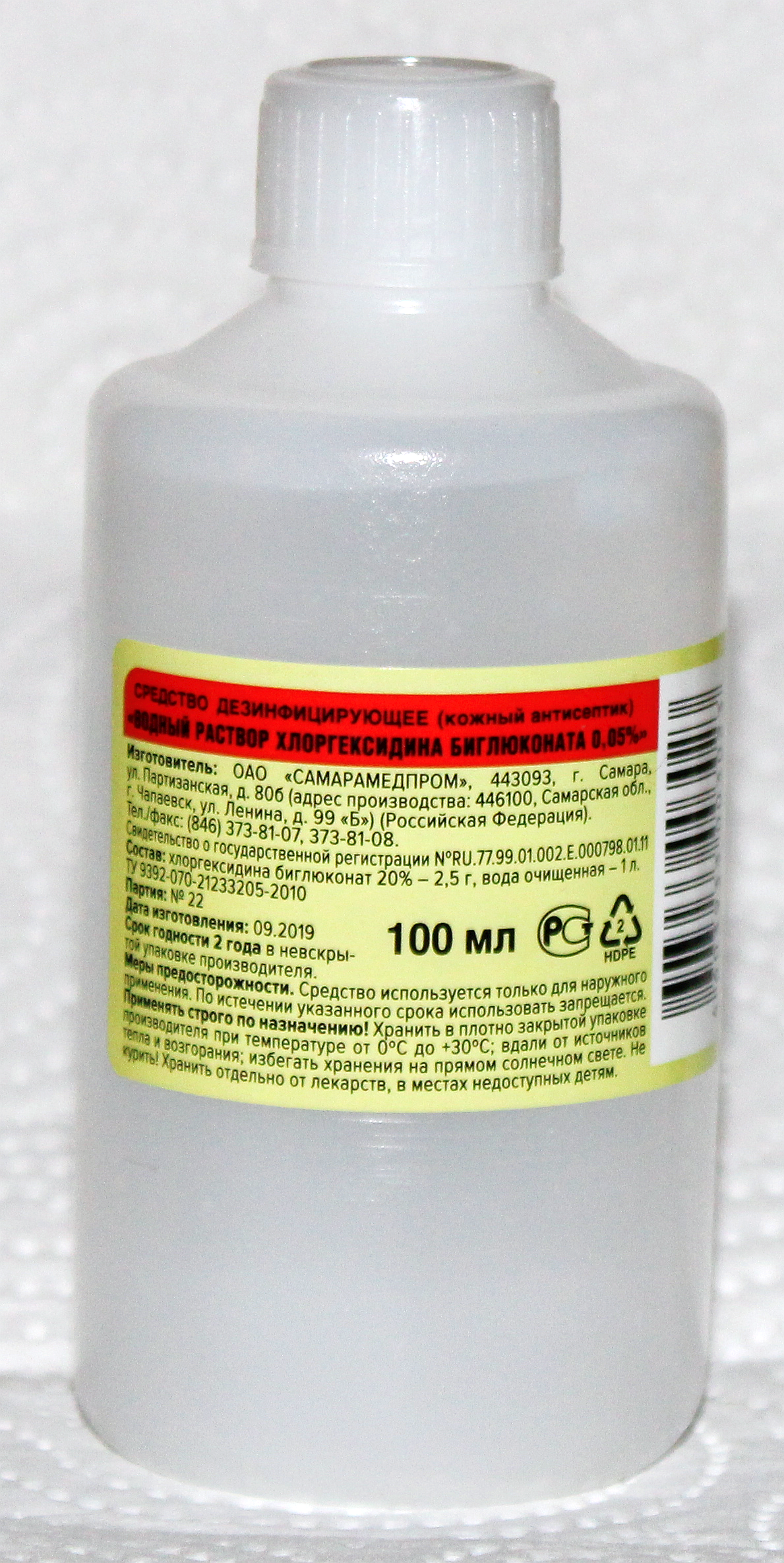
Пластиковый флакон с раствором хлоргексидина биглюконата

- один суппозиторий содержит 0,016 г хлоргексидина биглюконата

Суппозитории вагинальные (детская форма)
- один суппозиторий содержит 0,008 г хлоргексидина биглюконата.

Гель для местного и наружного применения 0,5 % (в 100 г геля содержится 0,5 г хлоргексидина биглюконата).
Раствор для наружного применения 0,05 % (в 100 мл воды очищенной содержится раствора хлоргексидина биглюконата 20 % — 0,25 мл).
Растворы для полоскания полости рта:
- 0,2%-й водный раствор;
- 0,1%-й раствор хлоргексидина биглюконата в этиловом спирте (Элюдрил).

## Способ применения и дозы
Хлоргексидин в качестве профилактического и лечебного средства используется наружно и местно.
0,05%-й, 0,2%-й и 0,5%-й водные растворы применяются в виде орошений, полосканий и аппликаций — 5—10 мл раствора наносят на поражённую поверхность кожи или слизистых оболочек с экспозицией 1—3 минуты 2—3 раза в сутки (на тампоне или путём орошения).
Обработку медицинского инструмента и рабочих поверхностей проводят чистой губкой, смоченной раствором антисептика, или путём замачивания.
Для профилактики заболеваний, передающихся половым путём, препарат эффективен, если он применяется не позднее 2 ч после полового акта. Содержимое флакона с помощью насадки ввести в мочеиспускательный канал мужчинам (2—3 мл), женщинам (1—2 мл) и во влагалище (5—10 мл) на 2—3 мин. Обработать кожу внутренних поверхностей бёдер, лобка, половых органов. После процедуры не мочиться в течение 2 ч.
Комплексное лечение уретритов и уретропростатитов проводят путём впрыскивания в уретру 2—3 мл 0,05%-го раствора хлоргексидина биглюконата 1—2 раза в день, курс — 10 дней, процедуры назначают через день. Интравагинально, 1 суппозиторий 3—4 раза в сутки в течение 7—20 дней, в зависимости от характера заболевания.
Раствор для полоскания и гель для местного применения назначают обычно 2—3 раза в сутки.
Пластырь: с поверхности пластыря снимают защитную плёнку, не прикасаясь пальцами к бинтовой прокладке, и прикладывают на повреждённый участок кожи. Прижимают края пластыря пальцами так, чтобы липкая часть пластыря фиксировала повязку.
В 2013 году ВОЗ внесла 7%-й раствор хлоргексидина биглюконата в перечень жизненно необходимых лекарственных средств. В соответствии с рекомендациями ВОЗ, 7%-м раствором обрабатывают пуповину (пупочную ранку), что позволяет снижать вероятность заражения новорождённых.

## Цитотоксичность
Хлоргексидин может проявлять цитотоксичность при концентрациях выше 0,001% и длительном контакте с клетками. При высоких концентрациях хлоргексидин может вызывать окислительный стресс, повреждение ДНК и гибель клеток путем апоптоза. Длительное воздействие хлоргексидина связано со снижением кровотока в слизистой оболочке полости рта, что может замедлять заживление ран. Концентрации хлоргексидина выше 1% проявляют токсический эффект на фибробласты десны человека. Комбинация хлоргексидина с перекисью водорода усиливает цитотоксический эффект на клетки периодонтальной связки. При воздействии более 3 минут хлоргексидин значительно снижает жизнеспособность клеток.
Несмотря на потенциальную цитотоксичность, хлоргексидин считается безопасным при использовании в соответствующих концентрациях и в течение рекомендуемого времени.

## Применение
Суппозитории вагинальные
- лечение вагинальных инфекций (бактериальный вагиноз, трихомониаз, неспецифические, смешанные инфекции)
- экстренная индивидуальная профилактика инфекций, передаваемых половым путём (сифилис, гонорея, трихомониаз, хламидиоз, уреаплазмоз)
- санация родовых путей для подготовки к родоразрешению и ведению послеродового периода у женщин группы риска по возникновению инфекционно-воспалительных осложнений

Вагинальные суппозитории возможно применять во всех триместрах беременности и в период лактации.
Суппозитории вагинальные (детская форма)
- местное лечение

Гель для местного и наружного применения 0,5 %
- обработка ран, ссадин, царапин, ожогов, расчёсов
- лечение и профилактика инфекций кожи и слизистых
- применение в стоматологии (гингивиты, стоматиты и пародонтиты)
- лечение угревой сыпи (в составе комплексной терапии)
- уход за кожей после косметических процедур (пирсинг, татуаж, депиляция)
- защита от микробов в общественных местах, на природе

0,5%-й спиртовой раствор хлоргексидина
- обработка рук медицинского персонала, хирургов, обработка кожи операционного и инъекционного полей
- обработка операционных ран с экспозицией 1-2 минуты
- дезинфекция изделий медицинского назначения, стоматологических инструментов, поверхностей приборов

0,05%-й водный раствор хлоргексидина биглюконата
- промывание ран, ссадин, царапин, ожогов, расчёсов, укусов насекомых
- применение в стоматологии (гингивиты, стоматиты, альвеолиты, пародонтиты)
- лечение ЛОР-заболеваний (фарингита, ларингита, тонзиллита, отита)
- защита от микробов в общественных местах, на природе
- профилактика инфекций, передаваемых половым путём
- Используется для обработки кожи при катетеризации центральных вен у новорожденных, находящихся на лечении в отделениях реанимации и интенсивной терапии[7].
- Эффективен против коронавируса COVID-19 при дезинфекции помещений[8].

0,2%-й водный раствор хлоргексидина биглюконата
- обработка и санация половых путей в гинекологии, урологии при проведении лечебно-диагностических процедур
- дезинфекция съемных протезов

0,5%-й водный раствор хлоргексидина биглюконата
- обработка ран и ожогов, обработка инфицированных потертостей и трещин кожи, открытых слизистых оболочек
- стерилизация медицинского инструмента при температуре 70°С

1%-й водный раствор хлоргексидина биглюконата
- для общей дезинфекции помещений, санитарного оборудования и т. п.
- обработка операционного поля и рук хирурга перед операцией, дезинфекция кожи, обработка послеоперационных и ожоговых ран

#### 2%-й водный раствор хлоргексидина биглюконата
- Обработка инфицированных корневых каналов зубов при лечении пульпитов и периодонтитов

## Противопоказания
Повышенная чувствительность к компонентам препарата, дерматиты, аллергические реакции. Нежелательно одновременное применение препаратов йода во избежание развития дерматитов. Не следует пользоваться растворами хлоргексидина для обработки конъюнктивы и для промывания полостей.

### С осторожностью
С осторожностью применять в детском возрасте.
Хлоргексидин применяют для профилактики ЗППП только в качестве экстренной меры (разрыв презерватива, случайный половой контакт). Регулярные и многократные инстилляции хлоргексидина в уретру способны вызывать химические ожоги (особенно при индивидуальной повышенной чувствительности к препарату), что в итоге может привести к такому серьёзному осложнению, как стриктура уретры.
Хлоргексидин ототоксичен для внутреннего уха — может вызвать глухоту при повреждении среднего уха и попадании препарата на овальное окно.

## Побочное действие
Суппозитории вагинальные. Возможны аллергические реакции, зуд, проходящие после отмены препаратов.
Возможно появление кровотечения различной интенсивности.
Гель. Аллергические реакции, сухость кожи, зуд, обесцвечивание кожного покрова, дерматит, липкость кожи рук (3—7 мин) при применении геля, фотосенсибилизация (явление повышения чувствительности организма (чаще кожи и слизистых оболочек) к действию ультрафиолетового излучения). При лечении гингивитов — окрашивание эмали зубов, отложение зубного камня, нарушение вкуса. Окрашивание эмали и отложение зубного камня происходит в случае длительного использования препарата.
Раствор. Крайне редко вызывает аллергические реакции, зуд, проходящие после отмены препарата.

## Передозировка
При случайном попадании препарата внутрь практически не абсорбируется, показано промывание желудка с применением молока, мягкого мыла, желатина или сырого яйца.
Специфического антидота нет, поэтому в случае развития побочных эффектов проводят симптоматическую терапию.

## Лекарственное взаимодействие
- Не рекомендуется одновременное применение с йодом.
- Хлоргексидин несовместим с детергентами, содержащими анионную группу (сапонины, натрия лаурилсульфат, сульфокислота, натрия карбоксиметилцеллюлоза) и мылами. Присутствие мыла может инактивировать хлоргексидин, поэтому перед использованием препарата остатки мыла необходимо тщательно смыть.
- Образует токсичное соединение при смешивании с гипохлоритом натрия (NaOCl) — пара-хлоранилин (п-NH2C6H4Cl). Существуют сведения о том, что парахлоранилин токсичен[10](Burkhardt-Holm и соавт., 1999)[неполные ссылки] и может вызывать образование метгемоглобина[10].
- Этанол усиливает эффективность хлоргексидина[11][12][13].

## Особые указания
Суппозитории вагинальные. Туалет наружных половых органов не влияет на эффективность и переносимость вагинальных суппозиториев, так как препарат применяется интравагинально.
Раствор и гель. Следует избегать попадания препарата внутрь раны пациентов с открытой черепно-мозговой травмой, повреждениями спинного мозга, перфорацией барабанной перепонки. В случае попадания раствора на слизистые оболочки глаза их следует быстро и тщательно промыть водой.
Попадание гипохлоритных отбеливающих веществ на ткани, которые ранее находились в контакте с содержащими хлоргексидин препаратами, может способствовать появлению на них коричневых пятен. Бактерицидное действие усиливается с повышением температуры раствора. При температуре выше 100 °C препарат частично разлагается.
Водные растворы солей хлоргексидина могут разлагаться (в особенности при нагревании и щелочном рН) с образованием следовых количеств 4-хлороанилина, обладающего канцерогенными свойствами.
Описан случай[где?] развития метгемоглобинемии и цианоза у недоношенных детей, находившихся в инкубаторе, вследствие отравления 4-хлороанилином. Инкубатор был оборудован увлажнителем с раствором хлоргексидина, который при нагревании способен разлагаться до 4-хлороанилина.

## Отдельные лекарственные формы
- Выпускаемый за рубежом препарат дистерил (Disteril) содержит 1,5 % хлоргексидина биглюконата и 15 % бензалкония (поверхностно-активный антисептик), а также краситель. Добавление бензалкония усиливает дезинфицирующее действие, а краситель позволяет точно определять площадь обработанной кожи. Применяется для обработки операционного поля, дезинфекции медицинского оборудования.
- Сибикорт (Sibicort). Мазь, содержащая хлоргексидина биглюконат (1 %) и гидрокортизон (1 %). Обладает антибактериальным и противовоспалительным свойствами. Применяют при острой и хронической экземе, дерматитах с сопутствующими бактериальными инфекциями. Мазь наносят на поражённый участок кожи тонким слоем 1—3 раза в день в течение нескольких дней. Длительное применение не рекомендуется. Противопоказания: вирусные заболевания кожи, аллергия к хлоргексидину. Форма выпуска: в тубах по 20, 50 и 100 г
- Входит в состав некоторых зубных паст и ополаскивателей для полости рта.
- В виде 4%-го раствора входит в состав множества ветеринарных препаратов, шампуней для домашних животных.
- В виде 7—15%-го раствора применяется для обработки коровьего вымени.
- Входит в состав препарата Анти-Ангин Формула — местного обезболивающего, противогрибкового и антибактериального средства.
- Дезискраб — спиртовой 0,5%-й раствор, применяется в качестве кожного антисептика, активен против бактерий, грибов, вирусов, микобактерий.
- Дезин — водный 20%-й раствор, концентрат, используется для приготовления готовых к применению водных и спиртовых растворов нужной концентрации.
- Себидин (таблетки для рассасывания) — Фармакологическое действие — хлоргексидин: антибактериальное, бактерицидное, антисептическое.

Разрушает клеточные мембраны бактерий.